# 大彰化新聞
《凱擘大彰化新聞》為臺灣凱擘公司旗下新頻道有線電視公司所製播的晚間新聞節目，於2010年1月1日開播，在凱擘彰化04台、大彰化綜合台播出，首播時間為每日19時至19時30分整，並於多個時段重播，在Facebook、YouTube等社群平台亦能同步觀看。
《凱擘大彰化新聞》每日透過記者實地進行採訪、拍攝、撰稿、配音、剪輯製作成各則新聞，再由主播錄製，上標題、字幕，並於當晚七點立即首播。透過新聞鏡頭，提供民眾各項新聞訊息，包括大彰化地區的公共政策議題、民生休閒娛樂、文教醫療社區及各類型態的資訊，讓民眾能夠了解最貼近自己生活周遭事物的地方大小事。

## 沿革
- 2010年1月1日開播，《凱擘大彰化新聞》開播，播出時間定為每週一至週五19:00至19:30。播出區域為北彰化(彰化市、花壇鄉、大村鄉、芬園鄉、和美鎮、伸港鄉、線西鄉、鹿港鎮、福興鄉、秀水鄉及埔鹽鄉)。[1]
- 2015年10月6日推出新聞專題《村里長大聲公》，實地採訪彰化縣各鄉鎮市基層的村里長，藉由地方草根人物發聲，將各地人物真善美以及建設需求做一深度採訪拍攝，紀錄在地觀點，也反應在地聲音。[2]
- 2016年：全面提供HD高畫質節目訊號[3]
- 2017年6月20日推出新聞專題《在地尚水》，邀請各鄉鎮市的達人特派員，介紹在地真善美，一起發現在地尚水的故事。
- 2018年3月28日推出新聞專題《寶島臺灣話》。
- 2023年3月2日推出新聞專題《青春FUN送頭》。

## 新聞節目
週一至週五
| 播出時間    | 節目名稱       | 節目單元                                                                                                  | 節目類型   | 主播     |
| ----------- | -------------- | --- | ---------- | -------- |
| 19:00-19:30 | 《大彰化新聞》 | 彰化就業服務讚、農民曆、村里長大聲公、在地尚水、寶島臺灣話、青春FUN送頭、彰化之美、果菜交易行情、氣象預報 | 新聞類節目 | 主播排班 |

## 鏡面呈現
大彰化新聞、大彰化新聞週報，鏡面呈現稍有不同：
- 左下方設置大彰化新聞logo
- 右下角設置日期
- 最下方為跑馬燈
- 新聞標題放置跑馬燈上方
- 新聞標題左上方地點標

## 紀錄
- 2014年8月7日至2015年2月24日，與彰化縣平和國小（页面存档备份，存于）合作，協助製作《在地ㄟ放送頭-新頻道有線電視》專題作品。[4][5]
- 2014年8月25日，林溎媖主播響應冰桶挑戰[6]，同時點名鹿港鎮長黃振彥。[7]
- 2016年10月1日，黃淑雯主播參與「桃竹苗區域記者營：彰化特派員」。[8]

## 獲獎與提名
電視金視獎
| 年份 | 獲提名        | 獎項                   | 結果 | 來源   |
| ---- | ------------- | ---------------------- | ---- | ------ |
| 2012 | 大彰化新聞    | 最佳地方新聞節目獎     | 入圍 | [ 9 ]  |
| 2013 | 大彰化新聞    | 最佳地方新聞節目獎     | 入圍 | [ 10 ] |
| 2013 | 林溎媖        | 最佳地方新聞節目主播獎 | 入圍 | [ 10 ] |
| 2014 | 大彰化新聞    | 最佳地方新聞節目獎     | 入圍 | [ 11 ] |
| 2014 | 黃淑雯,林溎媖 | 最佳地方新聞節目主播獎 | 入圍 | [ 11 ] |
| 2017 | 大彰化新聞    | 地方新聞節目獎         | 入圍 | [ 12 ] |
| 2020 | 大彰化新聞    | 地方新聞節目獎         | 入圍 | [ 13 ] |
| 2022 | 林溎媖        | 地方新聞節目主播獎     | 獲獎 | [ 14 ] |
| 2023 | 大彰化新聞    | 地方新聞節目獎         | 入圍 | [ 15 ] |
| 2023 | 林溎媖        | 地方新聞節目主播獎     | 入圍 | [ 16 ] |
| 2024 | 大彰化新聞    | 地方新聞節目獎         | 獲獎 | [ 17 ] |
| 2024 | 林溎媖        | 地方新聞節目主播獎     | 入圍 | [ 18 ] |